# Lyctos
Lyctos ou Lyttos (en grec ancien : Λύκτος / Lúktos ou Λύττος / Lúttos) est une ancienne cité grecque de Crète. Ses ruines sont situées à proximité de l'actuel village de Lýttos dans le dème de Minóa Pediáda.

## Mythologie
Selon la mythologie grecque, c'est non loin de Lyctos que Rhéa donna naissance à Zeus.

## Histoire
La guerre de Lyttos est un conflit opposant principalement les cités crétoises de Knossos et de Gortyne à Lyctos en 220 av. J.-C. pour le contrôle de l'île.